# Condado de Nelson (Kentucky)
O Condado de Nelson é um dos 120 condados do estado americano de Kentucky. A sede do condado é Bardstown, e sua maior cidade é Bardstown. O condado possui uma área de 1 098 km² (dos quais 4 km² estão cobertos por água), uma população de 43437 habitantes, e uma densidade populacional de 40 hab/km² (segundo o censo nacional de 2010). O condado foi fundado em 1785.